# 特鲁维尔-多维尔站
特鲁维尔-多维尔是法国的一个铁路车站，位于法国海滨城市多维尔。

## 位置
特鲁维尔-多维尔站位于多维尔市区的东部，靠近滨海特鲁维尔，利雪－特鲁维尔铁路和梅济东－特鲁维尔铁路的交汇处，是一个尽头式车站，站台呈南北走向，主站房位于车站北侧。

## 停靠线路
以下列车线路在特鲁维尔-多维尔站停靠：
| 特鲁维尔-多维尔站列车线路表 |               |          |          |              |
| 线路                        | 车种          | 上一站   | 下一站   | 大致运行频率 |
| 巴黎—特鲁维尔-多维尔        | Intercités    | 蓬雷韦克 | （终点） | 每天2~4趟    |
| 利雪—特鲁维尔-多维尔        | TER Normandie | 蓬雷韦克 | （终点） | 每天10趟左右 |
| 特鲁维尔-多维尔—卡堡        | TER Normandie | （起点） | 布龙维尔 | 每天6趟左右  |
| 1.                          |               |          |          |              |

## 配套交通

### 长途客车
| 停靠特鲁维尔-多维尔站的大巴车 |              |                                                                        |
| 上下车地点                    | 运营单位     | 主要线路及目的地                                                       |
| 车站西侧                      | Flixbus      | 巴黎                                                                   |
| 车站西侧                      | Ouibus       | 巴黎                                                                   |
| 车站西侧                      | Bus Vert     | 20 卡昂 · 卡堡 · 翁弗勒尔 · 勒阿弗尔 21 22 图克 120 卡昂               |
| 车站西侧                      | SNCF Car TER | （当某条铁路线施工或罢工时，SNCF可能会提供途径该线路沿途站点的大巴车） |
| 1. 2. 3. 4. 5.                |              |                                                                        |

### 城市公共交通
特鲁维尔-多维尔站附近暂无城市公共交通线路。

### 社会车辆
特鲁维尔-多维尔站门口设有社会车辆停车场。

## 临近车站
| 特鲁维尔-多维尔站（Gare de Trouville - Deauville） |                      |          |
| 上行车站                                           | 线路                 | 下行车站 |
| 蓬雷韦克站 11.8km ←                                | 利雪－特鲁维尔铁路   | （终点） |
| 布龙维尔-贝内尔维尔站 7.7km ←                      | 梅济东－特鲁维尔铁路 | （终点） |
| - 本表仅显示运营中的线路及车站                     |                      |          |